# Джубгское городское поселение
Джу́бгское городско́е поселе́ние — муниципальное образование в Туапсинском районе Краснодарского края России.
Административный центр — посёлок городского типа Джубга.
В рамках административно-территориального устройства Краснодарского края, городскому поселению соответствует Джубгский поселковый округ (посёлок городского типа с подчинёнными ему 5 сельскими населёнными пунктами).

## География
Джубгское городское поселение расположено в северо-западной части Туапсинского района Краснодарского края. Оно находится на южном склоне Главного Кавказского хребта, в горно-лесистой местности. Рельеф территории сильно пересечённый.
Абсолютные высоты на территории поселения колеблются от уровня моря до 695 метров (гора Лысая).
Площадь городского поселения составляет 352,53 км².
Граничит:
- на востоке — с Тенгинским сельским поселением;
- на севере — с Шабановским сельским поселением;
- на северо-западе — с территорией Архипо-Осиповского сельского округа, подчинённого городу Геленджику;
- на северо-востоке — с территорией Безымянного сельского округа, подчинённого городу Горячий Ключ.

Гидрографическая сеть представлена бассейнами рек Джубга и Бжид, а также многочисленными их притоками, долины которых в местном обиходе именуются «щелями». В верховьях рек встречаются водопады и пороги, такие как Бжидские водопады, Полковничьи водопады и Тешебские водопады, расположенные в верховьях рек Бжид, Каменистая (приток Джубги) и Тешебс соответственно.  Гора Гебеус (735,4 м) является узловым центром, где находятся истоки многих щелей, в которых образовались эти водопады.
Климат переходный от умеренного к субтропическому, с чертами влажных субтропиков. Средняя температура января +4,0 °C, июля +23,0 °C. Среднегодовое количество осадков около 1000 мм, с максимумом в зимний период.

## Топонимика
Топонимы Джубга, Бжид и Тешебс имеют гидронимическое происхождение, а Полковничий — от ойконима.
Джубга. Название реки Джубга, давшее название посёлку, бухте и другим объектам в её долине, зафиксировано в различных вариантах написания с XIX века: Джубсъ (1837 г.), Джубуа (~1840 г.), Джубъ (1847 г.), Джубгъ (1841, 1857 гг.), Джубга (1860, 1864, 1876 гг.), Джуба (1877 г.), Джубга (1904 г.) и в XX веке — Джубга.  Существует несколько версий этимологии топонима:
- Наиболее вероятной считается версия происхождения от кабардинского слова жьыбгъэ, означающего «переменчивый ветер» или «ветерок», что связано с бризами, характерными для долины реки, расширяющейся к морю и открытой ветрам.[3]  Эта версия подтверждается лингвистами, такими как Дж.Н. Коков и К.Х. Меретуков, которые связывают название с адыгским жьыубгъу — «место, где свободно разгуливает ветер».[3]
- Существует также мнение о происхождении от адыгского словосочетания, означающего «отлогий спуск подножья хребта в устье».[3]
- Ранее популярный, но ошибочный перевод «ночная красавица» или «долина красоты» является народной этимологией и не имеет лингвистического подтверждения.[3]

Бжид. Название реки Бжид также имеет варианты написания, в том числе Бзид.  Существует несколько версий этимологии:
- Версия о происхождении от сильно искажённого адыго-убыхского слова, означающего «мелководная (речка)» или «маленькая (река)»".[3]
- Предположение о происхождении от абхазского слова бзыд, означающего «безводная», что может соответствовать водному режиму реки.[3]
- Версия о происхождении от абазинского слова бжьыда — «беззвучная» или «бесшумная», также характеризующего небольшую речку.[3]
- Народная этимология связывает название с «разбитым кувшином», что является ошибочным.[3]
- Неаргументированной является версия о происхождении от этнонима бжедуги.[3]

Тешебс. Название реки Тешебс также имеет варианты написания: Цюепсинъ (1841 г.), Тешепсъ (1847 г.), Чебсинъ (1857 г.), Тешебсъ (1877, 1881, 1904 гг.).  Вероятные версии этимологии:
- Происхождение от адыгских слов тешъо — «мелький» и псы — «вода», что означает «мелководная».[3]
- Версия о происхождении от словосочетания Ту + шепс, где Ту — автохтонный антропоним, а -шепс от щепсы — «молочная вода», возможно, из-за светлого цвета дна реки.[3]
- Ошибочными являются версии о происхождении от «золотая вода» или антропонима Тешевы.[3]  Первоначальное название Чебсинъ может быть связано с этносом чебсин, ранее проживавшим в долине реки.[3]

Полковничий. Хутор Полковничий получил название от ойконима. Версия о происхождении названия от чина полковника Бабича П.Д., якобы проходившего через долину реки Джубга в 1864 году, является спорной.  Более вероятно, что название связано с земельным наделом, выделенным некоему полковнику после Кавказской войны, который сдал землю в аренду, и образовавшееся селение получило название по его чину.
Гебеус. Гора Гебеус, до начала XX века известная как Бигиус или Плоская, имеет несколько вариантов написания: Бигiусе (1841 г.), Бигиус, Бегиус, Бигус, Гебиус.  Версии этимологии:
- Наиболее вероятной считается версия происхождения от турецкого топонима Гюйябуз — «обледеневшая, словно лёд», возможно, из-за окраски вершины, которая зимой может быть покрыта снегом.[3]
- Народные этимологии, связывающие название с «перевёрнутым кувшином» (тюрк.) или «каменными братьями» (греч.), а также адыгские версии «голова двух братьев» или «кувшин», являются ошибочными и основаны на легендах.[3]

## История
Статус и границы городского поселения в составе Туапсинского района Краснодарского края были установлены Законом Краснодарского края от 24 декабря 2004 года № 818-КЗ «Об установлении границ муниципального образования Туапсинский район, наделении его статусом муниципального района, образовании в его составе муниципальных образований — городских и сельских поселений и установлении их границ». Этот закон определяет административно-территориальное устройство Туапсинского района, закрепляя за ним статус муниципального района и устанавливая границы входящих в его состав городских и сельских поселений.
Основание поселения Джубгского городского поселения связано с Кавказской войной. Изначально на территории Джубги располагались земли племени шапсугов, представителей адыгского народа. В 1863 году, в нескольких километрах выше по течению реки Джубга, был сооружён Джубский пост. В 1864 году, по окончании Кавказской войны, на левом берегу реки Джубга, примерно в 2,5 км от берега моря, была основана станица Джубская, куда прибыли семьи русских переселенцев. В связи с основанием станицы пост был упразднён. Основателями станицы стали казаки. Хутор Полковничий был основан в 1866 году.  В 1870 году, в связи с расформированием Шапсугского батальона, базировавшегося в станице, Джубгская станица была преобразована в селение Джубское. 
В 1904 году в Джубге была открыта церковно-приходская школа. К 1917 году селение Джубга входило в состав Туапсинского округа Черноморской губернии и имело статус села. Развитию села способствовало строительство порта, суда принимались на якорной стоянке с 1897 года. В 1898 году был основан Джубгский маяк. Порт Джубга утратил своё значение после 1914 года в связи со строительством железной дороги Армавир-Туапсе и морского порта Туапсе.
В 1935 году в Джубге был открыт первый дом отдыха на 40 мест, позднее разбит парк. В годы Великой Отечественной войны дом отдыха был переоборудован под госпиталь. В послевоенные годы дом отдыха был расширен и в 1966 году Джубга получила статус курортного посёлка, став популярным местом отдыха благодаря живописной местности и субтропическому климату.   В 1993 году Джубгский поселковый Совет был упразднён и преобразован в Джубгский городской округ (Джубгский поселковый округ). В 2004 году в границах поселкового округа было образовано муниципальное образование со статусом городского поселения.
В окрестностях Джубги расположен Дольмен Джубга — уникальный памятник мегалитической архитектуры, датируемый III тысячелетием до нашей эры. Дольмен расположен на северо-восточном склоне горы Ёжик, на участке перехода склона в долину реки Джубга.  Он представляет собой погребальную камеру, окруженную земляной насыпью и каменным кромлехом с подпорной стеной, к фасаду примыкает двор, огражденный каменной стеной. Дольмен выделяется своей оригинальной конструкцией, размерами и сохранностью, являясь важным объектом культурного наследия не только Кавказа, но и мировой мегалитической культуры.  На одном из блоков дольмена обнаружены петроглифы, изображающие антропоморфные фигуры и животных.  Дольмен неоднократно исследовался, в том числе экспедицией Института истории материальной культуры РАН под руководством В.А. Трифонова в 2008 году.

## Население
| 2002  | 2010  | 2012  | 2013  | 2014    | 2015    | 2016  |
| ----- | ----- | ----- | ----- | ------- | ------- | ----- |
| 9090  | ↘8935 | ↗9092 | ↗9183 | ↗9243   | ↗9340   | ↗9399 |
| 2017  | 2018  | 2019  | 2020  | 2021    | 2023    |       |
| ↘9398 | ↗9495 | ↘9449 | ↘9293 | ↗11 047 | ↘10 939 |       |

Процент от населения района — 8.81 %
Плотность — 31.03 чел./км². 

## Населённые пункты
В состав городского поселения входят 6 населённых пунктов:
| № | Населённый пункт | Тип населённого пункта | Население (чел.) | Доля от населения (%) |
| - | ---------------- | ---------------------- | ---------------- | --------------------- |
| 1 | Джубга           | пгт                    | ↘7024            | 58,45 %               |
| 2 | Бжид             | село                   | ↘571             | 6,39 %                |
| 3 | Горское          | село                   | ↗520             | 5,82 %                |
| 4 | Дефановка        | село                   | ↘1871            | 20,94 %               |
| 5 | Молдавановка     | село                   | ↗692             | 7,74 %                |
| 6 | Полковничий      | хутор                  | ↗58              | 0,65 %                |

## Местное самоуправление
Администрация Джубгского городского поселения расположена в посёлке Джубга по адресу: улица Советская, дом 31.
Структуру органов местного самоуправления составляют:
- Администрация Джубгского городского поселения
  - Глава городского поселения — Извеков Николай Сергеевич.
- Совет местного самоуправления Джубгского городского поселения
  - Председатель Совета местного самоуправления — Шхалахов Руслан Кримчериевич.

## Экономика
Основу экономики Джубгского городского поселения составляет туризм. Благодаря благоприятному климату и выходу к Чёрному морю, поселение является популярным местом отдыха. В Джубге и окрестных населённых пунктах развита сеть гостиниц, гостевых домов, баз отдыха и санаториев.
Также в поселении развито сельское хозяйство, представленное в основном садоводством и виноградарством.

## Социальная сфера
На территории поселения действуют общеобразовательные школы, детские сады, учреждения здравоохранения и культуры.

## Достопримечательности
- Дольмен Джубга.  Уникальный мегалитический памятник эпохи бронзы, расположенный в окрестностях посёлка Джубга. Представляет собой хорошо сохранившийся плиточный дольмен с двориком и петроглифами. Является объектом культурного наследия и привлекает туристов.[5]
- Смотровая площадка на горе Ёжик. Расположена на вершине горы Ёжик, ограничивающей Джубгинскую бухту с запада.  Со смотровой площадки открывается панорамный вид на береговую полосу курорта и уходящее вдаль побережье.[4]
- Музей «Причуды леса». Галерея деревянных скульптур под открытым небом, созданная резчиком по дереву Антоном Гжеляком. В музее представлены разнообразные скульптуры из дерева, от небольших до масштабных, изображающие животных, птиц, сказочных персонажей и знаменитостей.[4]
- Полковничьи водопады.  Каскад из девяти водопадов на ручье Каменистом, расположенный в 15 км от Джубги.  Самый высокий водопад достигает 18 метров.[4]
- Храм Успения Пресвятой Богородицы.  Православный храм, построенный в 1999 году на месте разрушенной церкви XIX века.[4]

- Центральный пляж Джубги. Широкий песчаный пляж, оборудованный для отдыха и развлечений.  Предлагаются катамараны, водные мотоциклы, бананы и другие пляжные развлечения.[4]
- Пляж Голубая бухта.  Местная достопримечательность, расположенная в Голубой бухте. Пляж окружен холмами и хвойным лесом, известен месторождением лечебной грязи.[4]
- Аквапарк Джубга.  Большой аквапарк с экстремальными горками и специальными мини-бассейнами для детей.[4]
- Пингвинарий.  Пингвинарий, где представлены экзотические птицы, пингвины и морские котики, которых разрешается кормить.[4]
- Парк Юрского периода. Выставка динозавров в натуральную величину, расположенная на въезде в Джубгу. Динозавры двигаются и издают звуки.[4]
- Дельфинарий и океанариум (рядом с Джубгой). Дельфинарий и океанариум, расположенные недалеко от Джубги.[4]